# Őcsényi Baranyay Pál
Őcsényi Baranyay Pál (? – Mezőkeresztes, 1596. október 26/28.) pannonhalmi apát.

## Élete
Őcsényi Baranyay István pozsonyi érseki tiszttartó fia. Anyja Fejérkövy Katalin, a Fejérkövy István püspök, helytartó és pannonhalmi kormányzó apát húga. 1587 és 1593 között papnövendék volt a római Collegium Germanicum et Hungaricumban. Már hazatérése előtt az uralkodó szkalkai apáttá nevezte ki, majd 1593-ban elnyerte a pannonhalmi apáti széket. A tizenöt éves háború során székhelyét, Szentmárton várát, vagyis Pannonhalmát is elfoglalta a török sereg. Baranyay Pál maga is részese volt a vár vedelmének, ezért annak feladása után Mátyás főherceg őt is törvényszék elé állíttatta. Három hónapi raboskodás után Giovanni Doria pápai követ közbenjárására szabadult ki, majd ügyét áttették a nagybátyja által vezetett bírósághoz. Feltehetően 1596-ban a mezőkeresztesi csatában esett el.